# Crustacyanin

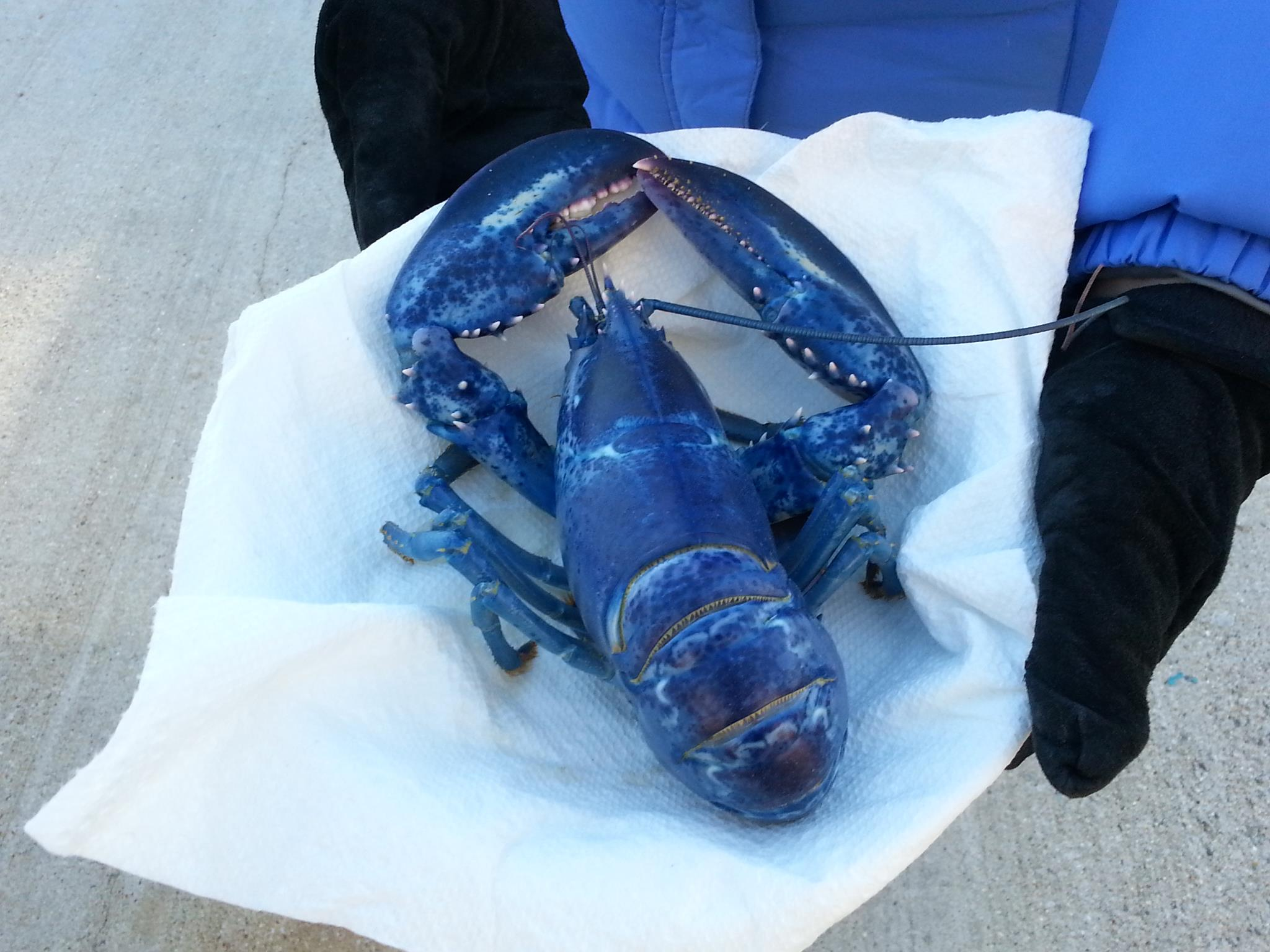
Crustacyanin je zodpovědný za modré zbarvení humrů, tento exemplář vyloven u Maine

Crustacyanin je karotenoproteinový biologický pigment, který se nachází v exoskeletu humrů a modrých krabů a je zodpovědný za jejich modré zbarvení. β-crustacyanin (β-CR) se skládá ze dvou astaxanthinových karotenoidů, které absorbují světlo při vlnové délce 580–590 nm (2.10–2.14 eV). α-crustacyanin (α-CR) je sestava osmi proteinových dimerů β-crustacyaninu. Jedná se o komplex o relativní atomové hmotnosti 320 kDa obsahující šestnáct molekul astaxanthinu. Ačkoli má dimer β-crustacyanin maximální vlnovou délku 580 nm, α-crustacyanin vykazuje batochromní posun na 632 nm, mechanismus ani funkce tohoto dodatečného posunu vlnové délky není známa.